# 昭島市
昭島市（日语：／ Akishima shi */?）是日本東京都多摩地區的城市。是東京都內第七個市，誕生于1954年5月，由北多摩郡昭和町和拜島村併而成。現有人口113,840人，55,635戶（2021年10月1日）。面積17.34km²，為東京都內的重要衛星城之一。往東京都特別區部的通勤率為15.1%，往立川市的通勤率達10.9%（2010年「平成22年國勢調査」）。

## 地理、自然
- 位於都心西方約35公里的多摩川左岸，市北部有玉川上水流經。全市地勢大致上以西北向東南往東流的多摩川傾斜。市域海拔最高為170.72公尺，最低為76.68公尺。（不計河川）

- 東西向的JR青梅線貫通市內，鐵路以北為團地、工業區、高爾夫球場、國營昭和紀念公園等。鐵路以南則是以住宅區為主。最南部多摩川沿岸多團地與學校。

- 河川：多摩川、玉川上水

## 相鄰自治體
- 東 - 立川市
- 北 - 福生市
- 南 - 八王子市、日野市

## 地域
- 朝日町（あさひちょう）一丁目～五丁目
- 東町（あずまちょう）一丁目～五丁目
- 大神町（おおがみちょう）一丁目～四丁目、番地
- 鄉地町（ごうちちょう）一丁目～三丁目、番地
- 上川原町（じょうがわらちょう）一丁目～三丁目、番地
- 昭和町（しょうわちょう）一丁目～五丁目
- 田中町（たなかちょう）一丁目～四丁目、番地
- 玉川町（たまがわちょう）一丁目～五丁目
- 築地町（ついじちょう）番地
- 杜鵑丘（つつじが丘，つつじがおか）一丁目～三丁目
- 中神町（なかがみちょう）一丁目～三丁目、番地
- 拜島町（日语：拝島町）（はいじまちょう）一丁目～六丁目、番地
- 福島町（ふくじまちょう）一丁目～三丁目、番地
- 松原町（日语：松原町 (昭島市)）（まつばらちょう）一丁目～五丁目
- 綠町（日语：緑町 (昭島市)）（みどりちょう）一丁目～五丁目
- 美堀町（日语：美堀町）（みほりちょう）一丁目～五丁目
- 宮澤町（みやざわちょう）一丁目～三丁目、番地
- 武藏野（むさしの）二丁目、三丁目

## 歷史
- 古代、中世

952年，洪水將多摩川上游日原村日原鐘乳洞的大日如來像沖至島上（河川沙洲），後村人建祠堂祭拜，因而稱為「拜島」。
- 近世

1521年，多摩川對岸建造瀧山城，形成城下町。
1569年，武田信玄軍在拜島大師紮營，武田勝賴進攻瀧山城的北條氏照。
文祿年間，奧多摩街道與千人同心街道在此交會，形成拜島宿。
1685年，多摩川右岸的作目村因洪水而遷至對岸的田中村（現在的田中町）。
文政改革期間，拜島宿周邊組成寄場組合村，拜島為組合村的主村。
1866年6月，名栗村等地發起的武州一揆支隊集結於多摩川與日野農兵隊交戰，後遭鎮壓。

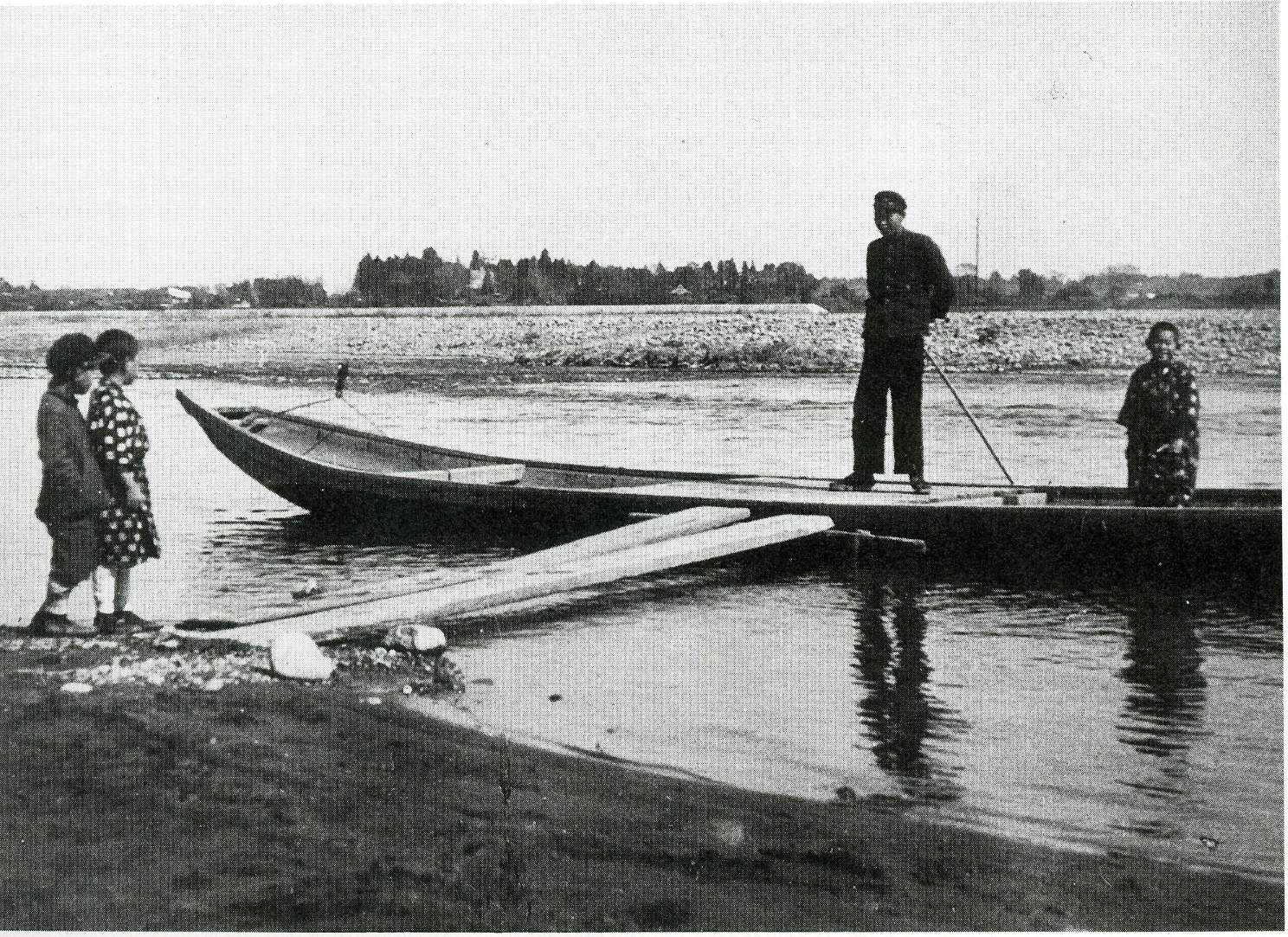
拜島之渡（昭和11年）

- 明治時代～昭和初期

明治時代末期製絲工廠興起，大正時代養蠶業特別興盛。當時這一帶是蠶種的生產中心，占東京府內生產量近三成，是全國重要的養蠶村。但自昭和時代，因生絲價格下跌，養蠶業逐漸衰退。
- 昭和初期～戰中

1922年設立立川飛行場，周邊聚集許多大型軍需工廠。1938年成立立川陸軍航空工廠，周邊開始建設大型員工住宅。
- 戰後～現代

戰後成為東京都的近郊住宅區，隨著大型團地的建設，人口不斷增加。近年工業發展以電子機器等高科技產業為主。

### 年表（明治以後）
- 1889年（明治22年）4月1日 - 成立神奈川縣北多摩郡鄉地村、福島村、築地村、中神村、宮澤村、大神村、上川原村、田中村、拜島村（日语：拝島村）。9村組成中神村外八村組合（日语：町村組合）。
- 1893年（明治26年）4月1日 - 三多摩移交東京府管轄。
- 1902年（明治35年）4月1日 - 拜島村脫離中神村外八村組合獨立。8村組成中神村外七村組合。
- 1928年（昭和3年）1月1日 - 中神村外七村組合合併成立昭和村。
- 1941年（昭和16年）1月1日 -  - 昭和村施行町制，為昭和町（日语：昭和町 (東京都)）。
- 1954年（昭和29年）5月1日 - 昭和町與拜島村合併成立昭島市（「昭」和、拜「島」的合成地名）。
- 2006年（平成18年）3月27日 - 與群馬縣館林市締結「大規模災害相互協助協定」。

## 人口
| 昭島市人口分布圖 |                                               |  |
| 昭島市與日本全國年齡別人口分布比較圖 （2005年資料） | 昭島市的年齡、男女別人口分布圖 （2005年資料） |  |
| ■紫色是昭島市 ■綠色是全国 | ■藍色是男性 ■紅色是女性                       |  |
| 昭島市人口變化 \| 1970年 \| 75,662人 \| \| \| 1975年 \| 83,864人 \| \| \| 1980年 \| 89,344人 \| \| \| 1985年 \| 97,543人 \| \| \| 1990年 \| 105,372人 \| \| \| 1995年 \| 107,292人 \| \| \| 2000年 \| 106,532人 \| \| \| 2005年 \| 110,143人 \| \| \| 2010年 \| 112,297人 \| \| \| 2015年 \| 111,539人 \| \| \| 2020年 \| 113,949人 \| \| |                                               |  |
| 資料來源：日本總務省統計中心提供之人口普查數據 |                                               |  |
| 1970年 | 75,662人                                      |  |
| 1975年 | 83,864人                                      |  |
| 1980年 | 89,344人                                      |  |
| 1985年 | 97,543人                                      |  |
| 1990年 | 105,372人                                     |  |
| 1995年 | 107,292人                                     |  |
| 2000年 | 106,532人                                     |  |
| 2005年 | 110,143人                                     |  |
| 2010年 | 112,297人                                     |  |
| 2015年 | 111,539人                                     |  |
| 2020年 | 113,949人                                     |  |

### 日夜間人口
2005年夜間人口110,054人，日間人口100,508人，為夜間的0.913倍。市內網市外的通勤者有32,224人，市外往市內的通勤者有25,645人；市外往市內的通學生有2,124人，而市內往市外的通學生則達5,091人。

## 行政
- 市長 ： 北川穰一（きたがわ じょういち，第5任）
- 市職員数 ： 752人（2009年4月1日）

### 市議會
- 席次：22人
- 議長：中野 義弘（なかの よしひろ）

| 黨派                           | 席次 | 政黨                                                      | 代表者    |
| 自由民主黨昭島市議團           | 7    | 自由民主黨（3人）、無所屬（4人）                          | 杉本 英二 |
| 公明黨昭島市議團               | 5    | 公明黨                                                    | 大島 博   |
| 未來網路（みらいネットワーク） | 5    | 民主黨（2人）、昭島、生活者網路（2人）、社會民主黨（1人） | 青山 秀雄 |
| 日本共產黨昭島市議團           | 3    | 日本共產黨                                                | 荒井 啓行 |
| 自由俱樂部                     | 2    | 無所屬                                                    | 南雲 隆志 |

### 廣域行政
- 東京都十一市競輪事業組合（日语：東京都十一市競輪事業組合） - 八王子、武藏野、青梅、調布、町田、小金井、小平、日野、東村山、國分寺與本市共11市舉辦京王閣競輪（日语：京王閣競輪場）。
- 東京都六市競艇事業組合（日语：東京都六市競艇事業組合） - 八王子、武藏野、町田、小金井、調布與本市共6市舉辦江戶川競艇（日语：江戸川競艇場）。

## 國政、都政
國政
在日本眾議院小選舉區中與立川、日野市共屬東京都第21區。
- 2012年12月（第46屆日本眾議院議員總選舉）
  - 長島昭久（日语：長島昭久）（民主黨）
  - 小田原潔（日语：小田原潔）（自由民主黨）（比例區復活）

都政
本市為單一選舉區，席次1席。
- 2013年6月
  - 神野次郎（自由民主黨）

## 公共機關
上水道
本市擁有市營供水事業，是都內唯一自來水完全來自地下水的自治體。
警察
警視廳昭島警察署 - 管轄本市。
消防
- 昭島消防署 （页面存档备份，存于）（松原町1-14-1）
  - 昭和出張所（玉川町3-1-2）
  - 大神出張所（杜鵑丘3-2-2）

## 政府機關
- 東京農政事務所（日语：東京農政事務所）昭島多摩統計、情報中心

## 經濟

### 產業
工業
- HOYA
- 日本電子
- 日本航空電子工業（日语：日本航空電子工業）
- Fostex
- 昭和飛行機工業（日语：昭和飛行機工業）
- FRANCEBED（日语：フランスベッド）
- YAC（ワイエイシイ）
- Mipox
- TACHI-S（日语：タチエス）
- IHI航空宇宙事業本部
- ThreeBond（日语：スリーボンド）
- 三井造船昭島研究所
- VEGETECH（ベジテック）
- 敷島麵包（日语：敷島製パン）Pasco東京多摩
- 固力果乳業（日语：グリコ乳業） - 本社。東京工廠位於立川市。
- 遠藤（日语：エンドウ (鉄道模型メーカー)）
- 理科 (企業)（日语：リガク）
- 井村封筒（日语：イムラ封筒）昭島事業所
- 日本惠普昭島工廠。

商業
- MORITOWN（モリタウン） - 昭和飛行機旗下購物商場
  - ESPA（日语：エスパ）昭島店 - ESPA1號店。
- 伊藤洋華堂拜島店
- Eco's（日语：エコス） - 超市。本社所在地。
- THE BIG (商店)（日语：ザ・ビッグ）昭島店（日语：イオン昭島ショッピングセンター）
- CAINZ HOME（日语：カインズ）昭島店
- Forest Inn昭和館（フォレスト・イン昭和館） - 昭和飛行機旗下渡假飯店
- Hotel S&S MORITOWN（ホテルS&Sモリタウン） - 昭和飛行機旗下商務飯店
- MOVIX昭島（日语：松竹マルチプレックスシアターズ）　-　松竹旗下影院

其他
- 全國漁協線上中心（日语：全国漁協オンラインセンター）

## 自治體交流
國內
- 交流都市
  - 下閉伊郡岩泉町（岩手縣）
- 災害相互協助協定
  - 館林市（群馬縣）

## 學校

### 小學校
市立
| - 東小學校 - 共成小學校 - 富士見丘小學校 - 武藏野小學校 - 玉川小學校 | - 中神小學校 - 杜鵑丘（つつじが丘）南小學校 - 杜鵑丘北小學校 - 光華小學校 - 成隣小學校 | - 田中小學校 - 拜島第一小學校 - 拜島第二小學校 - 拜島第三小學校 - 拜島第四小學校 |

私立
- 啓明學園初等學校（日语：啓明学園初等学校）

### 中學校
市立
- 昭和中學校
- 福島中學校 - 平成16年男子籃球部全國大會前八強
- 瑞雲中學校
- 清泉中學校 - 平成13年全國網球大會團體賽。平成15年全國網球大會個人第三名。
- 拜島中學校（日语：昭島市立拝島中学校）
- 多摩邊中學校

私立
- 啓明學園中學校（日语：啓明学園中学校）

### 高等學校
都立
- 昭和高等學校（日语：東京都立昭和高等学校） - 2004年夏季高校棒球大會西東京前四強。
- 拜島高等學校（日语：東京都立拝島高等学校） - 每年製作的巨大拼貼畫是該校傳統。

私立
- 啓明學園高等學校（日语：啓明学園高等学校）

## 社會教育

### 圖書館
- 昭島市民圖書館　
  - 昭島市民圖書館　昭和分館
  - 昭島市民圖書館　綠分館
  - 昭島市民圖書館　杜鵑丘分室（新幹線電車圖書館） - 使用0系東海道新幹線列車。
  - 昭島市民圖書館　山之神（やまのかみ）分室
  - 移動圖書館 木星號（もくせい号）

### 市民會館、公民館、市立會館
- 昭島市民會館、公民館 － 同建物。
  - 玉川會館
  - 朝日會館
  - 富士見會館
  - 大神會館
  - 昭和會館
  - 拜島會館
  - 綠會館
  - 堀向會館
  - 福島會館
  - 山之神（やまのかみ）會館
  - 武藏野會館

### 體育設施
- 昭島市總合運動中心
- 美堀（みほり）體育館
- 市民泳池
- 拜島公園泳池

## 交通

### 鐵路
東日本旅客鐵道（JR東日本）
- 青梅線：東中神站 - 中神站 - 昭島站 - 拜島站
- 八高線：拜島站
- 五日市線：拜島站

西武鐵道
- 拜島線：拜島站

### 巴士路線
- 西武巴士

立71（新道福島－昭島團地－團地西 ～ 至立川站南口）
立72（至立川站南口～常樂院入口－西鄉地－都立短大前 ～ 至立川站北口）
- 立川巴士（日语：立川バス）
- 西東京巴士（日语：西東京バス）

拜22（拜島站 ～ 至杏林大學）
拜32（拜島站～雨間～杏林大學）
左04（拜島站 ～ 西武瀧山台）
- 社區巴士＜A巴士（日语：Aバス）＞※業務委託立川巴士
- 社區巴士＜巡迴巴士（日语：くるりんバス (立川市)）＞※立川市營運的社區巴士，業務委託立川巴士

西巡迴線（昭島站北口～西武立川站西～回收中心南～松中團地操車場～武藏砂川站 ）

### 道路
一般國道
- 國道16號（東京環狀）

主要地方道
- 東京都道29號立川青梅線（日语：東京都道29号立川青梅線）（奧多摩街道、新奧多摩街道）
- 東京都道59號八王子武藏村山線（日语：東京都道59号八王子武蔵村山線）

其他都道
- 東京都道151號東中神停車場線（日语：東京都道151号東中神停車場線）
- 東京都道152號中神停車場線（日语：東京都道152号中神停車場線）
- 東京都道153號立川昭島線（日语：東京都道153号立川昭島線）（江戶街道）
- 東京都道162號三木八王子線（日语：東京都道162号三ツ木八王子線）
- 東京都道164號拜島停車場線（日语：東京都道164号拝島停車場線）
- 東京都道220號昭島停車場熊川線（日语：東京都道220号昭島停車場熊川線）

## 景點、活動

### 景點、古蹟
- 玉川上水－國家指定史蹟。
- 舊三井家拜島別邸（啓明學園北泉寮）－東京都指定有形文化財。
- 大日堂境域及日吉神社境域－東京都指定史蹟。
- 大日堂－建物為市指定有形文化財。堂內有木造大日如來坐像（東京都指定有形文化財）等。境內有仁王門（市指定有形文化財）、木造金剛力士立像（東京都指定有形文化財）、拝島富士（東京都指定天然紀念物）、おねいの井戶（市指定古蹟）。
- 日吉神社－本殿雕刻、拜殿格天井花鳥畫70面、板壁畫2面、幣殿杉戶畫4面（全為市指定有形文化財）
- 歷史散步道集章活動板
- 拜島大師（日语：拝島大師）－正月2日3日達摩市。

### 休閒場所
- 國營昭和紀念公園 - 最近車站為西立川站。
- 市立昭和公園
- 多摩川綠地鯨魚運動公園
- 大神公園
- 昭和之森高爾夫球場
- 昭和之森運動中心

### 活動
- 昭島市民鯨魚祭（8月）

花火大會 - 8月第1週六日。
- 日吉神社例大祭（榊祭）（9月19日左右的周六日） - 巨大榊御輿的通霄遊行，為東京都指定無形民俗文化財。

## 體育隊伍
- ABC東京棒球俱樂部（日语：ABC東京野球クラブ）
- 多摩兒童BUBBLES（日语：多摩っ子バブルス）

## 知名人士
- 熊井統子 - 聲優

## 備註
1. ↑  東京都編集『東京都の昼間人口2005』平成20年発行150,151ページ

## 外部連結
行政
- 昭島市官方網站 （页面存档备份，存于）（日語）
- 昭島市自治會聯合會 （页面存档备份，存于）（日語）

觀光
- 八王子市、日野市、昭島市觀光情報介紹 （页面存档备份，存于）（日語）